# Xenocyprinae
A Xenocyprinae a sugarasúszójú halak (Actinopterygii) osztályának pontyalakúak (Cypriniformes) rendjébe, ezen belül a pontyfélék (Cyprinidae) családjába tartozó alcsalád.

## Rendszerezés
Az alcsaládba az alábbi 3 nem tartozik:
- Busa (Hypophthalmichthys)
- Xenocyprioides
- Xenocypris